# Осьмаки (Менский район)
Осьмаки́ (укр. Осьмаки) — село в Корюковском районе Черниговской области Украины. До 17.07.2020 — Менский район. Население 625 человек. Занимает площадь 2,15 км².
Код КОАТУУ: 7423087201. Почтовый индекс: 15673. Телефонный код: +380 4644.

## Власть
Орган местного самоуправления — Осьмаковский сельский совет. Почтовый адрес: 15673, Черниговская обл., Менский р-н, с. Осьмаки, ул. Шевченко, 60.